# Vivario
Vivario indica un allevamento di vario tipo per bestie e bestiole, che era in uso ai tempi degli antichi Romani, che usavano il termine vivarium: si usava pure per i pesci ossia vivarium piscium o piscina; tali bacini riempiti di acqua erano fatti con opus signinum. 

## Descrizione
Questi spazi, destinati a vario tipo di bestiame, erano alquanto estesi: dieci o più ettari, nella maggior parte di vegetazione boschiva, dove la selvaggina si sentiva nel suo habitat. Le bestie più frequenti erano cervi, daini, caprioli, cinghiali con altre trasportate dall'Africa e Asia come giraffe, gazzelle, onagri. Le bestiole erano allevate in appositi spazi recintati: le lepri stavano nel leporarium, i ghiri nel glirarium, la lumaca romana nel cocleari. Il vivario era mantenuto da persone facoltose, che lo affidavano al custos vivarii ossia il custode, il quale provvedeva a nutrire le bestie più deboli, assisteva le femmine nel parto e procacciava gli eventuali acquirenti, che volevano degustare le carni del bestiame. Negli scavi archeologici sono stati riportati alla luce molti siti di vivario vicino a Roma e altrove. Evidente è la derivazione di vivaio, vivaio e vivaismo da questa parola.